# 杨庄水库 (天津)
40°09′59″N 117°25′01″E / 40.16628°N 117.41699°E
杨庄水库，又称环秀湖，位于天津市蓟州区罗庄子镇杨庄村，属于泃河流域，是以供水为主，兼有防洪功能的一项综合利用的水利工程。2002年2月开工建设，2003年6月开始蓄水。混凝土面板砂卵石坝和碾压混凝土溢流坝组合为基本坝型。杨庄水库正常蓄水位185米，总库容2700万立方米，兴利库容2018万立方米。大坝坝顶全长550米，坝顶高程188.5米，最大坝高33.5米。